# Аутлет
Аутлет (англ. Outlet - «ринок збуту», «торгова точка»; retail outlet- «роздрібна торговельна точка») — крамниця чи торговий центр, що пропонує одяг, взуття, аксесуари (іноді інші товари) з минулих колекцій відомих брендів зі значними знижками (від 30 до 90%). Даний формат продажу дозволяє виробникам збути залишки нерозпроданої продукції. У порівнянні зі стоком, пропонує товари більш високого рівня - без недоліків і не занадто застарілі. Аутлети можуть мати монобрендовий або мультибрендовий формат. Мультибрендовий аутлет-центр або аутлет-село (outlet village), як правило, розташовується за межами міста, має хорошу транспортну доступність, велику зону для паркування та мінімальну чисельність обслуговчого персоналу. У ньому відсутні розважальні зони, салони послуг, продуктові та господарські крамниці. 

## Історія

### У світі
Перші центри формату outlet mall з'явилися в Сполучених Штатах як варіант традиційних крамниць «factory outlet» (крамниці при фабриці чи коморі, яка реалізує надлишок товару за зниженими цінами). У США в 1934 році: чоловічий бренд Anderson-Little відкрив крамницю «Factory Outlet», яка продавала одяг за фабричними цінами. У 1944 році в Пенсільванії журнал Vanity Fair відкрив перший аутлет-центр зі зниженими в ціні товарами різних брендів.  
Спочатку подібний формат являв собою крамницю при фабриці або будь-якому виробництві, де можна було придбати товари:
- або самого виробника без націнки рітейлера;
- або зі знижкою, якщо товар розпродавався в кінці сезону;
- або надлишки товару, які не були реалізовані роздрібним продавцям.

Таким чином, ціна товару складалася переважно з його собівартості. При цьому мінімізувалися транспортні витрати, націнка роздрібного продавця, витрати на оренду та облаштування торгової точки (виробництво, як правило, знаходилося поза містом, де витрати на нерухомість суттєво нижчі), а також
рівень сервісу. Цікавий факт: в Італії, незважаючи на те, що колекції старі і ціни нижчі, аутлети залишаються престижними торговими центрами, розрахованими на забезпеченого покупця.

### В Україні
В Україні теж використовуються формати розпродажу аутлет. В них  представлені колекції одягу та аксесуарів світових брендів з постійними знижками від 30 до 70%. Переважно це крамниці, але вже з'являються й торгові містечка.

## Фактори роботи і стандарти
- як правило, колекції одягу, які представлені в аутлеті - це торішні колекції. Більш того, згідно зі світовими стандартами в крамницях аутлета можуть продаватися колекції, випущені максимум 2 роки тому. Тому формат «аутлета» передбачає постійний рух колекцій і їх оновлення;

- у аутлети потрапляють повнорозмірні колекції, а не один-два розміри певних речей. Таким чином, вибрати собі речі в крамницях аутлета може кожен;

- рівень сервісу в аутлеті зберігається на рівні міської крамниці. Це завжди брендовані бутики окремих фешн марок, де все, починаючи від фірмового інтер'єру, сервісу персоналу і закінчуючи упаковкою товарів, витримано в стилістиці цього бренду. Єдина відмінність такої крамниці від звичайної — це наявність постійних знижок від 30% до 90% на всі речі, які презентовані в крамницях аутлета.